# 童文
童文（英語：Ricky Tong Man；2008年10月1日—），香港男歌手，曾為童星，是無綫電視大型歌唱選秀節目《聲夢JUNIOR》的學員，在比賽中十強止步。

## 個人經歷

### 早年生活
童文少時曾作童星為無綫電視拍戲，曾在《收規華》中飾演孤兒院院童「吳賤」，並在《婚姻合伙人》等劇集演出。

### 2021年：參加《聲夢JUNIOR》
2021年，13歲的童文參加《聲夢Summer Camp》，遴選期間以唱孫燕姿的〈天黑黑〉入圍，節目其後於2022年以《聲夢JUNIOR》名義播出。童文於第二輪比賽成為樂隊組成員之一，與隊員和導師共同唱作歌曲〈It’s Alright〉。最後節目以「盲聽」考核的成績和MV團戰對決分數分出十強，本預備以陳百強的〈戀愛預告〉於總決賽中爭取四強的童文，因無法進身十強而落敗，無緣入圍《聲夢傳奇2》。

### 2022年：被邀請作《Hands Up》嘉賓
2022年9月，童文被無綫電視兒童節目《Hands Up》邀請作嘉賓，為大家彈奏出Kiss the Rain，並於10月30日以第433集播出。
同年12月，童文再次被無綫電視兒童節目《Hands Up》邀請作嘉賓，自彈自唱聖誕歌Jingle Bells。童文還以琴聲出題，與現場小朋友大玩「估歌仔」。節日於12月25日聖誕節以第489集播出。

## 比賽歷程

### 《聲夢JUNIOR》
| 項目                | 集數 | 比賽內容         | 備註                        |
| ------------------- | ---- | ---------------- | --------------------------- |
| 第二輪比賽 （團戰） | 2    | 《It’s Alright》 | - 與樂隊組拍攝MV - 團戰落敗 |

## 演出作品

### 電視劇（無綫電視）
| 首播   | 電視劇     | 角色  |
| 2015年 | 收規華     | 吳 賤 |
| 2019年 | 婚姻合伙人 |       |

### 綜藝節目（無綫電視）
| 首播   | 節目名     | 備註   |
| 2022年 | 聲夢JUNIOR | 參賽者 |
| 2022年 | Hands Up   | 嘉賓   |

## 獎項
| 年份   | 類型 | 作品   | 結果                              |
| ------ | ---- | ------ | --------------------------------- |
| 2017年 | 比賽 | 不適用 | 二級鋼琴獨奏(優良) 直笛獨奏(亞軍) |
| 2019年 | 比賽 | 不適用 | 四級鋼琴獨奏(優良)                |

## 外部連結
- 童文的Instagram帳戶